# Chad Allen
Pour les articles homonymes, voir Allen.
Chad Allen est un acteur et producteur américain, né le 5 juin 1974 à Cerritos en Californie.

## Biographie

### Jeunesse
Chad Allen naît le 5 juin 1974 à Cerritos. Il a grandi à Long Beach, sur la côte ouest américaine. Il est le benjamin d'une famille de quatre garçons. Il a une sœur jumelle nommée Charity.

### Carrière
Chad Allen a débuté avec sa sœur jumelle dans un spectacle, Twin concours, à l'occasion d'une foire. Son premier emploi était pour une publicité de McDonald's alors qu'il avait quatre ans.
À l'âge de huit ans, il rejoint le casting de St. Elsewhere, dans le rôle de Tommy, un garçon autiste. Il a joué ce personnage littéralement jusqu'à la fin de la série, en 1988. Au cours de la même période, il participe simultanément à plusieurs séries : Webster (en), Our House et Mes deux papas, de plus Chad apparaît en tant que guest-stars dans des séries télévisées telles que Supercopter, Rick Hunter, Les Années coup de cœur, Star Trek : La Nouvelle Génération (The Next Generation), Dans la chaleur de la nuit, Les Routes du paradis, Simon et Simon. Il est aussi apparu dans plusieurs productions théâtrales. Au cours de ces années, il est devenu très populaire. En effet, il ne peut pas aller n'importe où en public sans être poursuivi par de nombreux fans.
Après l'école secondaire, Chad a été accepté comme étudiant à l'université de New York, mais il a décidé d'interrompre ses cours quand on lui a offert le rôle de Matthew Cooper dans Docteur Quinn, femme médecin. Avec ce nouveau rôle, il est devenu l'un des rares ex-enfants stars à réussir la transition vers une carrière à l'âge adulte.
Au cours de l'été 1995, il est apparu dans plusieurs productions théâtrales. Il considère le théâtre comme son premier amour. Chad a continué sa carrière en se concentrant sur le théâtre depuis la fin de Docteur Quinn.

### Vie privée
Chad Allen a rendu publique son homosexualité en 1996, lorsque des photos le montrant embrassant un homme ont été publiées dans des tabloïds. Il est un fervent militant de la cause gay et lesbienne. Il a d'ailleurs participé à l'émission Larry King Live sur CNN, accompagné du maire de San Francisco, Gavin Newsom, avec lequel il débattait sur la question du droit au mariage gay dans cette ville. De plus, il a fait la couverture du magazine américain The Advocate à plusieurs reprises.
Il a également reconnu avoir eu des problèmes avec la drogue et l'alcool. Il a apporté son soutien à un grand nombre d'organismes de bienfaisance au cours des années, y compris l' American Diabetes Association, The Mars of Dimes, Project Angel Food, le Autistic Children's Foundation, l'American Cancer Society, de la Gay and Lesbian Victory Fund, AIDS Project Arizona et de AIDS Project Los Angeles.

## Filmographie

### Films
- 1986 : TerrorVision de Ted Nicolaou (en) : Sherman Putterman
- 2000 : We Married Margo de J. David Shapiro (en) : Margo's Brother Oliver
- 2001 : What Matters Most de Jane Cusumano : Lucas Warner
- 2001 : Do You Wanna Know a Secret? (en) de Thomas S. Bradford : Brad Adams/Bradley Clayton
- 2002 : Sexy de Tom Whitman : Voice 1
- 2002 : Getting Out : Steve
- 2003 : Paris (en) de Ramin Niami (en) : Jason Bartok
- 2004 : Downtown: A Street Tale (en) de Rafal Zielinski (de) : Hunter
- 2005 : Third Man Out (en) de Ron Oliver : Donald Strachey
- 2005 : End of the Spear (en) de Jim Hanon : Nate Saint/Steve Saint
- 2006 : Shock to the System de Ron McGee : Donald Strachey
- 2006 : The Pool 2 (it) de Tiziano Pellegris : Mark Casati
- 2007 : Save Me de Robert Cary : Mark
- 2008 : Jeux de mains (On the Other Hand, Death) de Gillian Horvath et Ron McGee : Donald Strachey
- 2008 : Ice Blues (en) de Ron Oliver : Donald Strachey
- 2009 : Hollywood, je t'aime de Jason Bushman : Ross
- 2010 : Spork de J.B. Ghuman Jr. : Loogie
- 2011 : Fright Flick d'Israel Luna : Brock

### Téléfilms
- 1985 : Not My Kid : Bobby
- 1985 : The Bad Seen : Mark Daigler
- 1985 : A Death in California : Glenn
- 1986 : Help Wanted Kids : Coop
- 1990 : Camp Cucamonga : Frankie Calloway
- 1993 : Femme fatale (en) (Praying Mantis) : Bobby McAndrews
- 2001 : A Mother's Testimony : Kenny Carlson

### Séries télévisées
- 1981 : Simon et Simon de Philip DeGuere : Boy
- 1983 - 1988 : St. Elsewhere : Tommy Westphall
- 1983 : Webster (en) : Joiner
- 1984 : Supercopter (Airwolf) : Ho Minh Truong
- 1985 : Matt Houston : Patrick
- 1985 : Hôtel : Bobby Cowley
- 1985 - 1986 : Code of Vengeance : A.J. Flowers
- 1985 et 1988 : Punky Brewster : Conrad / Brian
- 1986 - 1988 : Our House : David Witherspoon
- 1987 : Les Contes de la nuit noire (Tales From Darkside) : Sandy
- 1988 : Les Routes du paradis (Highway to Heaven) : Ricky Diller
- 1988 : Rick Hunter (Hunter) : Danny Sanderson
- 1988 : Straight Up : Ben
- 1989 - 1990 : Mes deux papas (My Two Dads) : Zach Nichols
- 1990 : Star Trek : La Nouvelle Génération (The Next Generation) : Jono
- 1991 : Les Années coup de cœur (The Wonder Years) : Brad Patterson
- 1992 : ABC Weekend Special : Sean
- 1993 : Dans la chaleur de la nuit (In the Heat of the Night) : Matt Skinner
- 1993 - 1998 : Docteur Quinn, femme médecin (Doctor Quinn Medicine Woman) : Matthew Cooper
- 1998 : La croisière s'amuse, nouvelle vague (The Love Boat: The Next Wave) : Pete Dougherty
- 1999 : Total Recall 2070 : Eddie Miller
- 1999 et 2004 : New York Police Blues : Kyle Tanner / Tommy Ibarra
- 2005 : Cold Case : Affaires classées : Monty Fineman 1985
- 2005 : Charmed : Emrick
- 2006 : Esprits criminels (Criminal Minds) (saison 1, épisode 16) : Jackson Cally
- 2008 : General Hospital: Night Shift (en) : Eric Whitlow
- 2008 : Les Experts : Miami (CSI: Miami) : Barry Stan Carlyle
- 2010 : Dexter : Lance Robinson